# Sint-Servatiuskapel (Lechenich)
De Sint-Servatiuskapel (Duits: St.-Servatius-Kapelle) in Lechenich, een Stadtteil van de Duitse gemeente Erftstadt Noordrijn-Westfalen, gaat terug op de 12e eeuw en was vroeger de parochiekerk van de plaatsen Konradsheim en Blessem. De kapel dient nu als kerkhofkapel van Lechenich.

## Bouw
De kapel behoort tot de oudste kerkgebouw van Erfstadt. Voor het muurwerk van de in de 12e eeuw gebouwde kapel werd steenslag, kiezel, tuf- en zandsteen uit de omgeving gebruikt. De onderbouw stamt echter uit zeer verschillende periodes, want naast jonger materiaal is ook oud romeins materiaal gebruikt. Nadat men stucwerk verwijderde trof men delen van romeinse votiefstenen aan.

## Architectuur

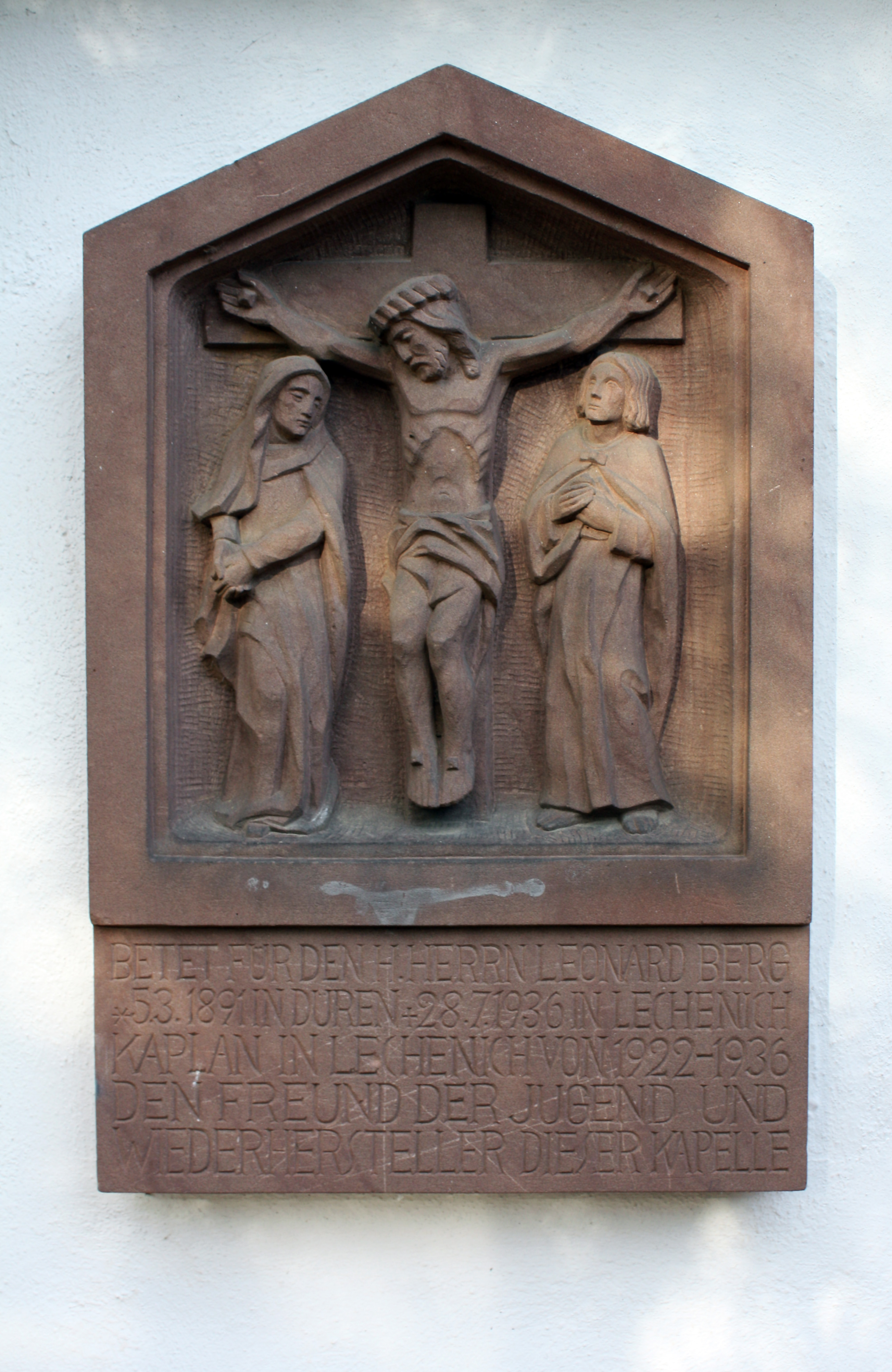
Gedenksteen voor kapelaan Leonhard Berg

De met leien gedekte en met kalkmortel gestucte kapel heeft een kort schip en een lager koor. Het kleine kerkgebouw wordt gerekend tot het type van de romaanse zaalkerken. De afmetingen bedragen voor het schip 6 bij 10 meter en het vierkante koor 4,5 meter.
Aan de zuidelijke kant van de kapel zijn resten van een voormalig portaal te zien, waarboven zich een romaans raam bevindt. Dergelijke ramen in de noordelijke muur werden dichtgemetseld. Bij de vroegere zuidelijke ingang werd een herdenkingsplaquette voor kapelaan Leonhard Berg ingemetseld, die van 1922 tot 1936 in Lechenich werkte. De noordelijke kant van de kapel kreeg in 1699 een sacristie toegevoegd, het zandstenen raam werd van het jaartal van de bouw voorzien. De ramen van het koor hebben gotisch maaswerk en stammen uit de 14e resp. 15e eeuw. Alle andere ramen zijn jonger en hebben barokke rondbogen. De vierkante dakruiter eindigt in een met een kruis gekroonde spits. In de klokkenstoel hangt een aan de heilige Servatius gewijde klok, die volgens het inschrift in 1457 werd gegoten.

## Interieur
Door het kleine westelijke voorportaal komt men de kapel binnen. Aan de westelijke kant bevindt zich een galerij.
De barokke altaren stammen oorspronkelijk uit de parochiekerk van Lechenich. In de opbouw van het hoogaltaar naast het tabernakel staan tussen gedraaide zuilen de beelden van de kerkpatronen Servatius en Joris. De deels gerestaureerde schilderijen van de zijaltaren stellen de mystieke verloving van de heilige Catharina en de graflegging van Jezus voor. 
Net als het kerkschip heeft het koor ook een tongewelf. 
Bij de laatste restauratie werden de oude kerkbanken verwijderd. De kerk kreeg een nieuwe vloer en in plaats van banken kreeg de kapel moderne stoelen. 